# Marcilly-et-Dracy
Marcilly-et-Dracy ist eine französische Gemeinde mit 86 Einwohnern (Stand 1. Januar 2022) im Département Côte-d’Or in der Region Bourgogne-Franche-Comté. Sie gehört zum Kanton Semur-en-Auxois und zum Arrondissement Montbard.
Nachbargemeinden sind Arnay-sous-Vitteaux im Norden, Posanges im Nordosten, Vitteaux im Osten, Saint-Thibault im Süden und Velogny im Westen.

## Bevölkerungsentwicklung
| Jahr                       | 1962 | 1968 | 1975 | 1982 | 1990 | 1999 | 2008 | 2016 |
| -------------------------- | ---- | ---- | ---- | ---- | ---- | ---- | ---- | ---- |
| Einwohner                  | 118  | 115  | 99   | 86   | 85   | 95   | 92   | 105  |
| Quellen: Cassini und INSEE |      |      |      |      |      |      |      |      |

## Sehenswürdigkeiten

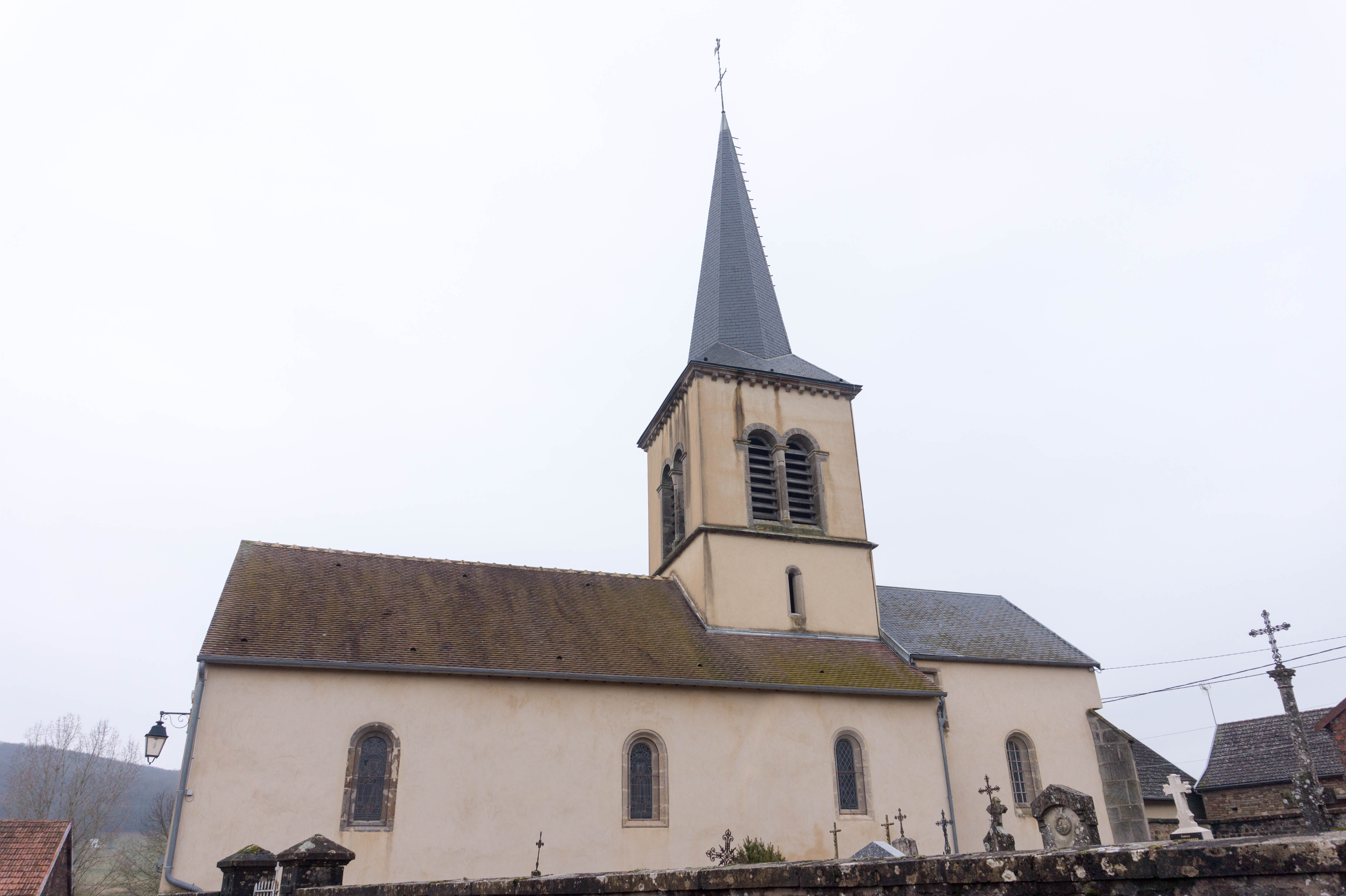
Kirche Saint-Georges in Marcilly
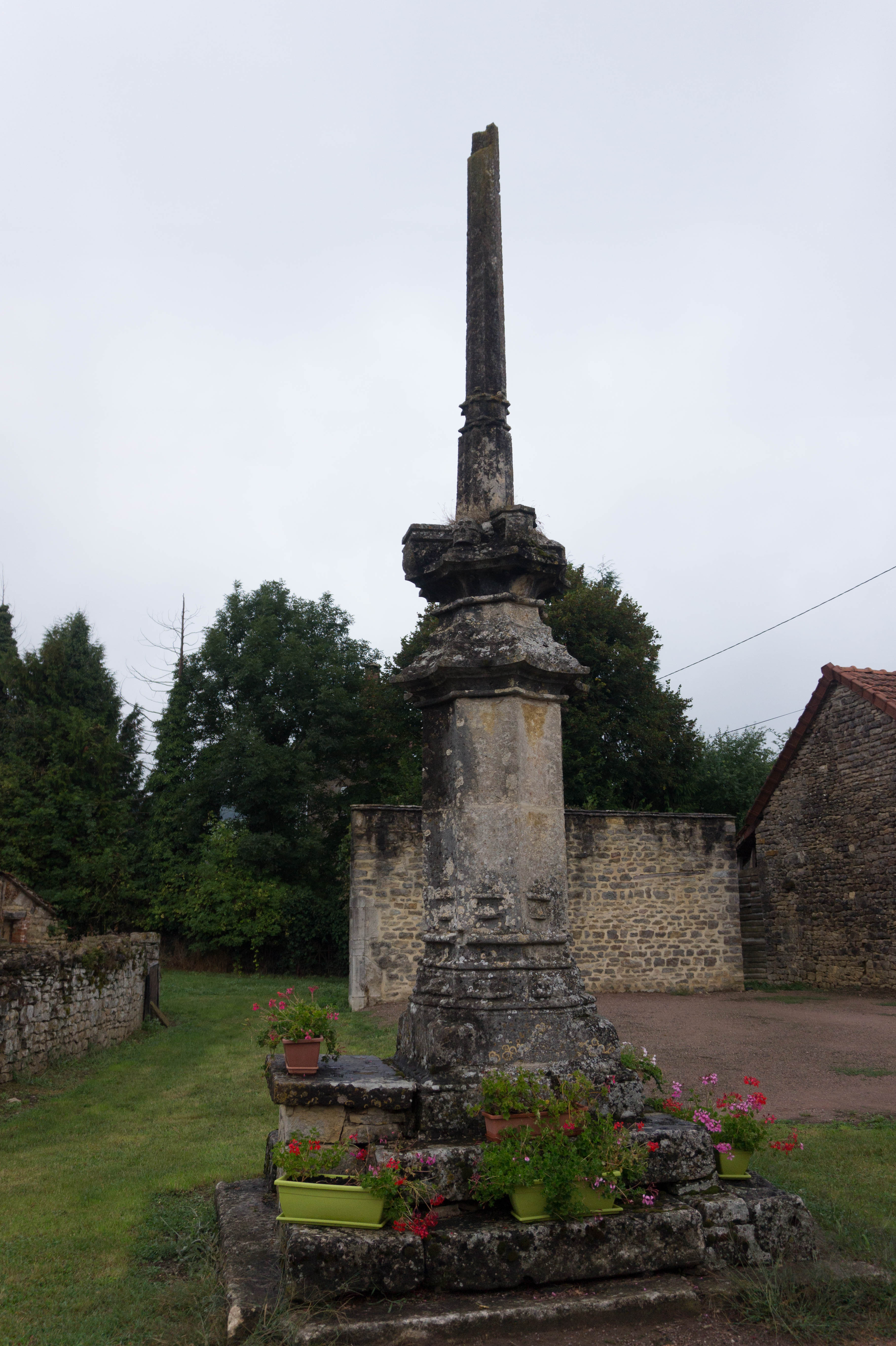
Calvaire de Dracy, Monument historique seit 1925
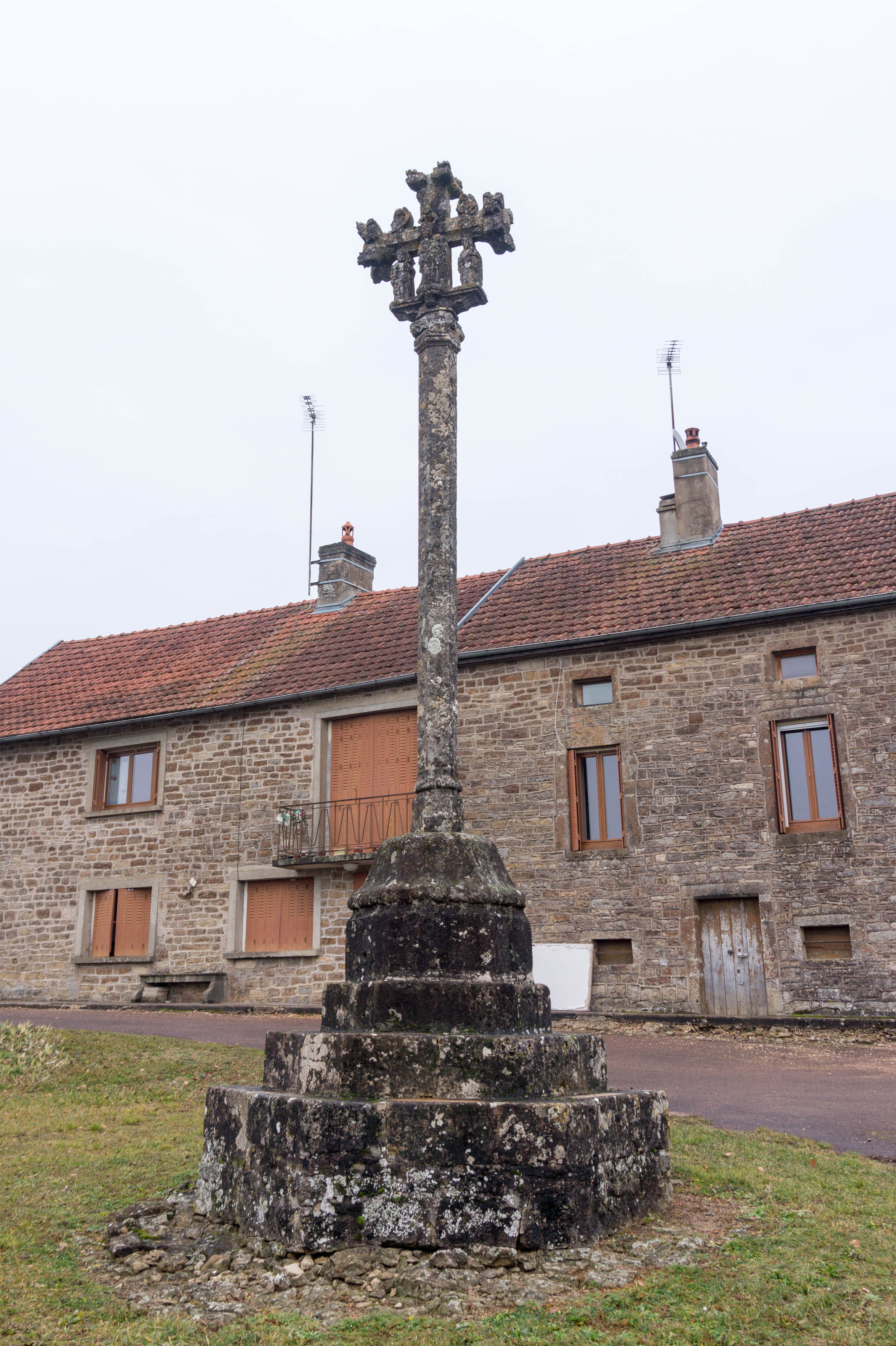
Calvaire an der Kirche von Marcilly, Monument historique seit 1925
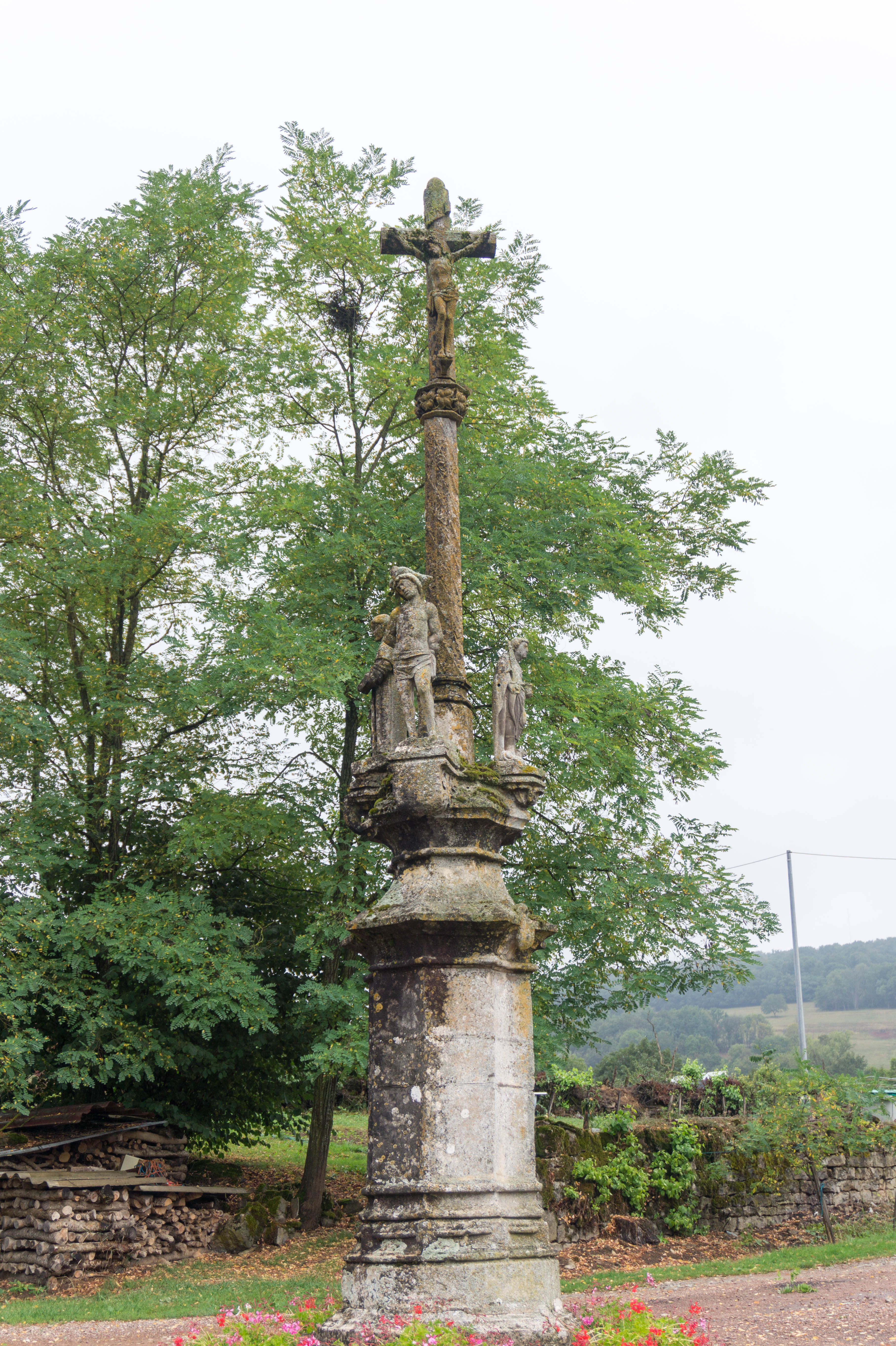
Calvaire in Marcilly an der Straße nach Velogny, Monument historique seit 1925